# Cimetidina
La cimetidina è un farmaco antistaminico antagonista del recettore istaminico H2 utilizzato per trattare il reflusso gastroesofageo, l'ulcera peptica e i casi di indigestione. Essendo un congenero dell'istamina, inibisce competitivamente il legame dell'istamina ai recettori istaminici H2. La cimetidina ha una serie di azioni farmacologiche tra cui l'inibizione della secrezione di acido gastrico, così come la produzione di pepsina e gastrina, ed inoltre blocca l'attività del citocromo P450, il che potrebbe spiegare le proposte per il suo utilizzo nella terapia neoadiuvante.
Gli studi e le scoperte che portarono alla creazione della cimetidina iniziarono con la sintesi della burimamide nel 1972, dove Black e i suoi colleghi dimostrarono l'esistenza di due classi di recettori dell'istamina, H1 e H2. A differenza del tipo H1, i recettori H2 non sono antagonizzati dagli antistaminici "classici" o convenzionali e sono coinvolti nell'azione dell'istamina sulla cellula parietale gastrica. La burimamide, il primo antagonista degli H2 dell'istamina, è stata scoperta per bloccare selettivamente la secrezione di acido gastrico stimolata dall'istamina, ma non era attiva per via orale. Successivamente, la cimetidina è stata sintetizzata quando si è scoperto che il secondo antagonista del recettore H2, il metiamide, causava agranulocitosi.

## Farmacologia

### Indicazione d'uso
Il farmaco è indicato per ridurre la secrezione di acido gastrico e per trattare le seguenti condizioni patologiche: ulcere duodenali, ulcere gastriche non maligne, malattia da reflusso gastroesofageo e ipersecrezione patologica associata alla sindrome di Zollinger-Ellison, mastocitosi sistemica e adenomi multipli del sistema endocrino. Inoltre, è utilizzata per la profilassi delle ulcere gastriche o duodenali ricorrenti, come terapia aggiuntiva nel trattamento della fibrosi cistica nei bambini e per trattare lesioni e sintomi gastrointestinali causati dagli anti-infiammatori non steroidei.

### Farmacodinamica
Il farmaco riduce la secrezione basale e notturna dell'acido gastrico, nonché la quantità di acido gastrico rilasciato in risposta a stimoli come il cibo, la caffeina, l'insulina, il betazolo o la pentagastrina. Viene utilizzata per trattare disturbi gastrointestinali come ulcere gastriche o duodenali, malattia da reflusso gastroesofageo e condizioni di ipersecrezione patologica. La cimetidina inibisce diverse isoenzimi del sistema enzimatico epatico CYP450. Altre azioni della cimetidina includono un aumento della flora batterica gastrica come gli organismi riducenti i nitrati.

### Meccanismo d'azione
Il farmaco si lega a un recettore H2 situato sulla membrana basolaterale della cellula parietale gastrica, bloccando gli effetti dell'istamina. Questa inibizione competitiva porta a una riduzione della secrezione di acido gastrico e una diminuzione del volume e dell'acidità gastrica.

### Assorbimento
Dopo somministrazione orale, spesso si osservano due picchi di concentrazione plasmatica, probabilmente a causa di un assorbimento discontinuo nel tratto gastrointestinale. In pazienti sani, la biodisponibilità assoluta della cimetidina è approssimativamente del 60%; tuttavia, la biodisponibilità può arrivare fino al 70% nei pazienti affetti da malattia da ulcera peptica. Nel complesso, i tassi di biodisponibilità sono molto più variabili nei pazienti con malattia da ulcera peptica.

#### Volume di distribuzione
Il volume di distribuzione della cimetidina è riportato essere di 1 L/kg.

#### Legame proteico
Negli esseri umani, circa il 22,5% della cimetidina è legata alle proteine plasmatiche.

### Metabolismo
Dopo somministrazione endovenosa, la maggior parte del farmaco non modificato (58-77%) viene eliminato immodificato nelle urine. Il principale metabolita della cimetidina è il cimetidina solfossido e rappresenta circa il 10-15% dell'eliminazione totale. I ricercatori hanno identificato anche un metabolita minore della cimetidina con un gruppo metilico idrossilato sull'anello imidazolico, che rappresenta solo il 4% dell'eliminazione totale. Sia gli enzimi del citocromo P450 che le monoossigenasi contenenti flavina sono implicati nel metabolismo della cimetidina, sebbene non sia chiaro quali specifici enzimi siano coinvolti. La cimetidina è un noto inibitore enzimatico e può compromettere il metabolismo di alcuni farmaci somministrati contemporaneamente.

#### Via di eliminazione
La cimetidina viene escreta principalmente nelle urine.

#### Emivita
L'emivita della cimetidina è stimata essere di circa 2 ore.

#### Clearance
Il valore riportato della clearance sistemica della cimetidina è di circa 500-600 ml/min.

### Tossicità
Nel raro caso di sovradosaggio è fondamentale assicurare la pervietà delle vie aeree e monitorare lo stato cardiovascolare del paziente. Il paziente deve essere attentamente monitorato e, se necessario, fornito di trattamenti sintomatici e di supporto. Se ritenuto appropriato e necessario, possono essere avviate misure come il lavaggio gastrico e l'amministrazione di carbone attivato.